# Mitchell County, Kansas
Mitchell County är ett administrativt område i delstaten Kansas, USA, med 6 373 invånare. Den administrativa huvudorten (county seat) är Beloit.

## Geografi
Enligt United States Census Bureau har countyt en total area på 1 861 km². 1 813 km² av den arean är land och 49 km² är vatten.

### Angränsande countyn
- Jewell County - norr
- Cloud County - öst
- Ottawa County - sydost
- Lincoln County - söder
- Osborne County - väst

### Orter
- Beloit (huvudort)
- Cawker City
- Glen Elder
- Hunter
- Tipton
- Scottsville
- Simpson (delvis i Cloud County)